# Frans van Woerden
Frans Albert Herman van Woerden (San Francisco, 26 juli 1946 – Saint-Loup, 7 februari 2025) was een Nederlands vertaler van Franse literatuur. Hij vertaalde werken van onder anderen Céline en Chateaubriand en publiceerde over hen. Van Woerden woonde sinds 1995 in Frankrijk.

## Biografie
Hij was een zoon van de Nederlandse consul-generaal dr. Frans Albert van Woerden en Ada Geerke. Hij studeerde rechten aan de Universiteit Leiden en Frans aan de Universiteit van Amsterdam. Later studeerde hij aan het Instituut voor Vertaalkunde (UvA) in Amsterdam bij Adriaan Morriën en Peter Verstegen.
In 1975 was hij vertaler voor de Franse ambassade in Den Haag.
In 1979 vertaalde hij Céline's Mort à crédit (Dood op krediet). De schrijver W.F. Hermans reageerde positief op deze vertaling.
Van 1983 tot 1984 was hij docent aan de Opleiding tot vertaler aan het Rijksinstituut voor Hoger Beroepsonderwijs te Maastricht.
In 1988 kreeg hij de Martinus Nijhoff-prijs voor de Céline-vertalingen Guignol’s Band, Dood op krediet en Van het ene slot naar het andere. Hij ontving in 1991 te Dublin de Europese Vertaalprijs (Aristeionprijs).
In 2001 verscheen zijn vertaling van Les Mémoires d’outre-tombe van François-René de Chateaubriand als Memoires van over het graf, en tegelijk zijn biografie van Chateaubriand: Haal ik de eeuwigheid wel?.
Van Woerden overleed op 7 februari 2025 te Saint-Loup en werd op 24 februari 2025 begraven op Oud Eik en Duinen in Den Haag.

### Vertalingen
- Louis-Ferdinand Céline: Dood op krediet (1979); Van het ene slot naar het andere (1981); Noord (1983); Rigodon (1985); Klein scheldwoordenboekje van Louis-Ferdinand Céline (keuze en vertaling Frans van Woerden, 1985); Guignol’s band (1989); De brug van Londen (1989); Feeërie voor een andere keer (1991); Normance (1994); Je vriend met alle stekels uit. Briefwisseling met zijn uitgever (1996)
- Bernard-Marie Koltès: Westkaai (1985)
- Gildas Bourdet: Een pompstation (1987)
- Charles Baudelaire: De Salon van 1846 (1990); Richard Wagner en Tannhäuser in Parijs (1991); De wereldtentoonstelling van 1855 (1992)
- Fouad Laroui: De tanden van de topograaf (1998); Judith en Jamal (2001); Kijk uit voor parachutisten (2001); De uitvinding van God en andere verhalen (2004); Het Tragische Einde Van Philomene Tralala (2005); De rijkste vrouw van Yorkshire (2008); De dag dat Malika niet trouwde (2010); Poldermarokkanen (2011); De kleine bedrieger (2012)
- Anouar Benmalek: De gescheiden geliefden (1999)
- François Bon: Gevangenis (1999); Mechaniek (2004)
- Antoine de Saint-Exupéry: Nachtvlucht & Aarde der mensen (1999)
- Yann Andréa: Die liefde (2000)
- François-René de Chateaubriand: Memoires van over het graf (2000)
- Roger-Pol Droit: De religies uitgelegd aan mijn dochter (2001)
- Rochdy Alili: De islam uitgelegd aan mijn dochter (2002)
- Bernard Ollivier: Verre voetreis (2002)
- Olivier Rolin: Meroë (2002)
- François Bizot: De poort (2003)
- Faiza Guène: Morgen kifkif (2005)
- Grégoire Bouillier: De raadselgast (2007)
- Françoise Chandernagor: De dochters van Olga (2008)
- Mathieu Lindon: Alleen mijn hart is niet genoeg (2009)
- Paul Valéry: vertaling van citaten van Paul Valéry in H2Olland (Maarten Asscher, 2009)
- Alice Ferney: De anderen (2009)
- Nedjma: Wilde vijg (2009); Reis van de zintuigen: intiem verhaal (2010)
- Jean-Michel Guenassia: De club van onverbeterlijke optimisten (2012)

### Publicaties
- Céline, grootmeester in kunst van ’t arrangeren (De Volkskrant, 12.03.1988)
- Frans zonder bloed, zweet en tranen (NRC Handelsblad, 20.05.1988)
- De duvel z’n stationchef (In: Louis-Ferdinand Céline: Informatie, Literair Moment, 1989)
- Berekenende vertekeningen. Céline in de biografie (In: Biografie Bulletin. Jaargang 1 nummer 3, december 1991)
- Ik ben de oorvijg en de wang (NRC Handelsblad, 06.11.1992, over Charles Baudelaire)
- Céline… (In: De Gids. Jaargang 156, 1993)
- Haal ik de eeuwigheid wel? Biographie van François-René de Chateaubriand (Meulenhoff, 2000)
- Mijn zelf-vertaaljaar (In: Filter, 2001)
- Einde (In: Raster. Nieuwe reeks. Jaargang 2008, nrs. 123-125, 2009)
- Taal in praktijk, een vertaalverhaal (In: De Gids. Jaargang 173, 2010)

## Bekroningen
- 1988: Martinus Nijhoff Vertaalprijs (voor Louis-Ferdinand Céline: Guignol’s Band, Dood op Krediet, Van het ene slot naar het andere).
- 1991: Europese vertaalprijs Aristeion (voor Louis-Ferdinand Céline: De Brug van Londen - Guignol's Band II).
- Vanaf 2010 ontvangt hij een eregeld van het Nederlands Letterenfonds.